# Neve Ja'akov

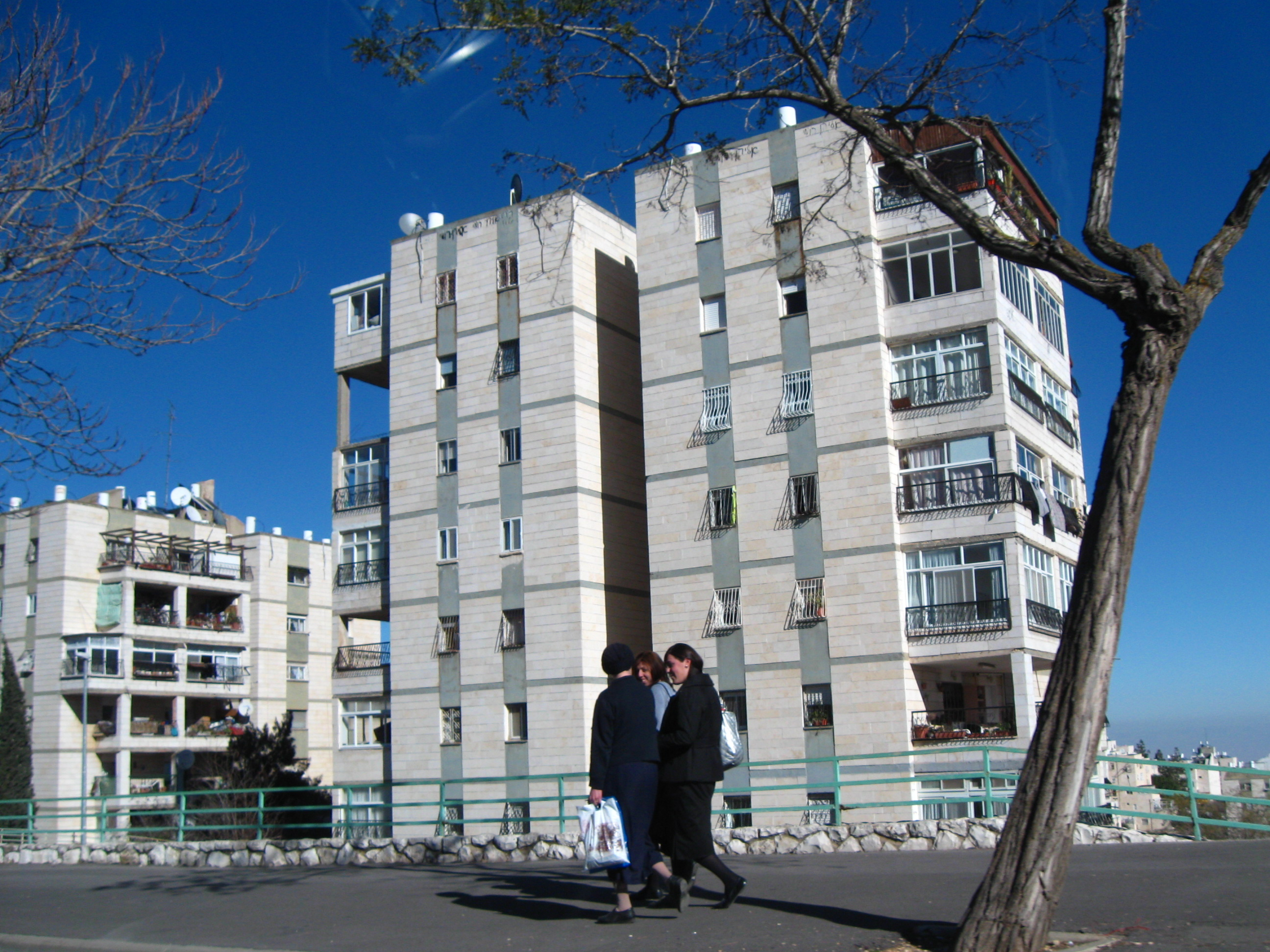
Zástavba podél třídy Sderot Neve Ja'akov

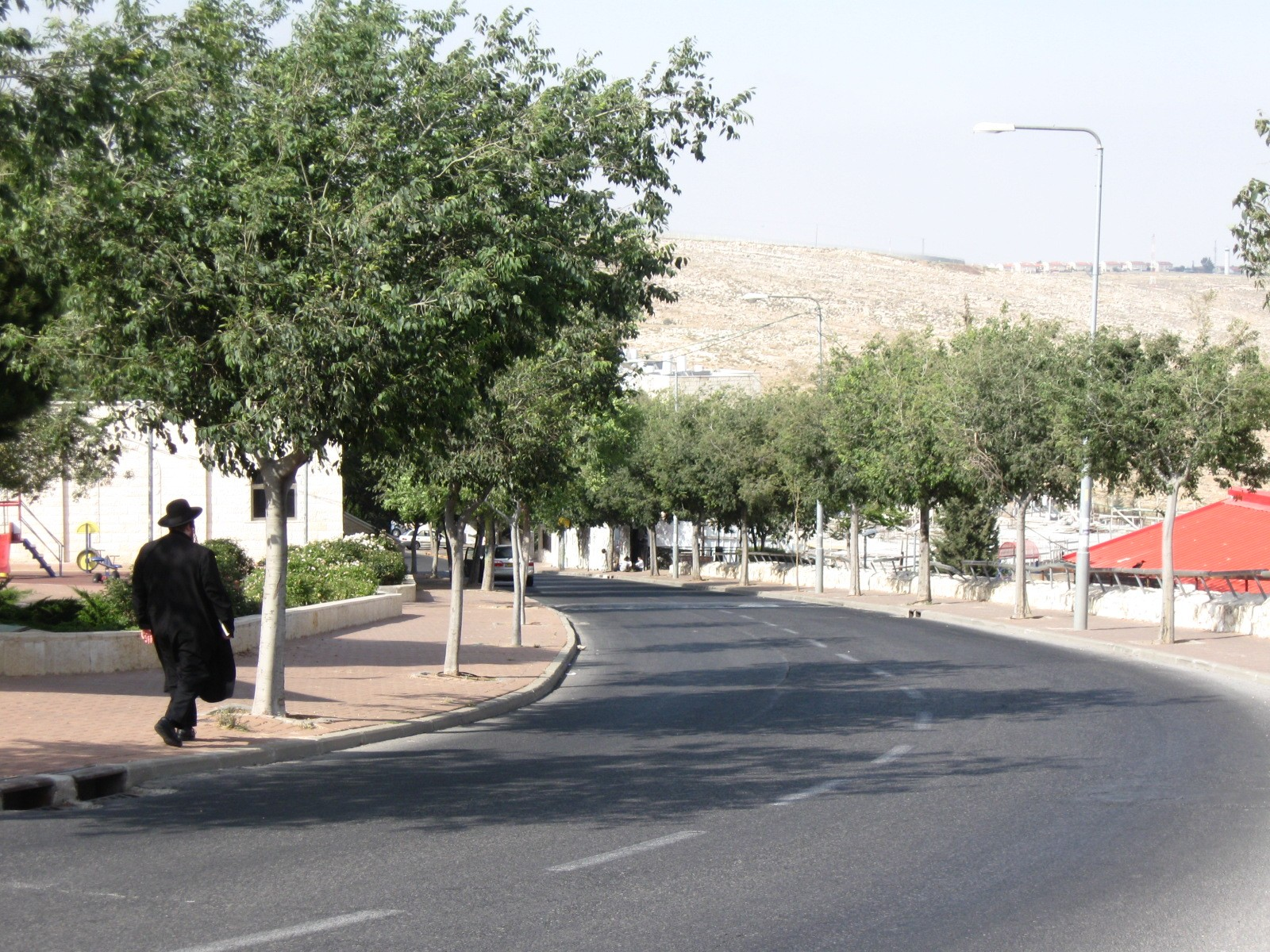
Zástavba v ulici Rechov ha-Rav Šaj Zevin ve východní části Neve Ja'akov

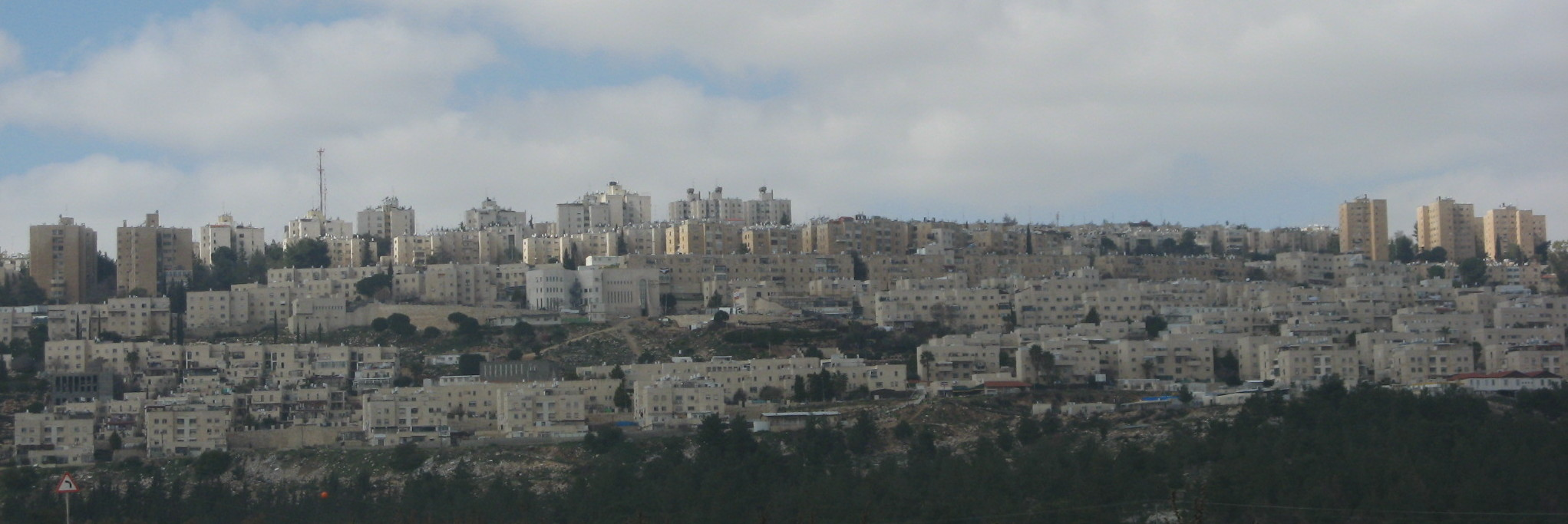
Celkový pohled na Neve Ja'akov

Neve Ja'akov (hebrejsky: נווה יעקב, doslova Ja'akovova oáza) je židovská čtvrť v severní části Jeruzaléma v Izraeli, ležící ve Východním Jeruzalému, tedy v části města, která byla okupována Izraelem v roce 1967 a začleněna do hranic Jeruzaléma.

## Geografie
Leží v nadmořské výšce okolo 700 metrů, cca 7 kilometrů severoseverovýchodně od Starého Města. Na jihu s ní sousedí lidnatá židovská čtvrť Pisgat Ze'ev, na západě arabská Bejt Chanina. Na sever i východ od čtvrti byla počátkem 21. století vedena Izraelská bezpečnostní bariéra, která od ní oddělila některá arabská sídla ležící vně hranic Jeruzaléma (zejména lidnatou obec al-Ram na sever odtud a Hizma na jihovýchodě). Neve Ja'akov je situována na vyvýšený hřbet, který na severu spadá do údolí vádí Nachal Prat, na jihu do bočního údolí jeho přítoku Vádí al-Chafi. Vedou k východu do Judské pouště.

## Dějiny
Židovské předměstí Neve Ja'akov bylo založeno už v roce 1924, kdy se tu usadila skupina obyvatel Jeruzaléma, kteří chtěli zřídit zemědělskou osadu a v ní kombinovat zemědělskou práci a studium Tóry. Jméno odkazuje na rabína Ja'akova Reinese. Během první arabsko-izraelské války v roce 1948 byla osada odříznuta od Jeruzaléma a Arabská legie ji opakovaně ostřelovala. Bylo rozhodnuto evakuovat matky a děti a na místě zůstala jen malá skupina mladých mužů a žen. Přidala se k nim i skupina židovských obyvatel nedaleké osady Atarot, kteří museli kvůli arabským útokům své domovy opustit. Během následujícího období bylo při arabských útocích zabito osm obránců a sedmnáct jich bylo následujícího dne raněno. Noc poté se zbytek obyvatel rozhodl za tmy osadu opustit a dosáhnout nemocničního areálu na hoře Skopus. Na základě dohod o příměří z roku 1949 byla lokalita začleněna do teritoria pod kontrolou Jordánska a osada byla zničena.
Po roce 1967 bylo židovské osídlení v této oblasti obnoveno. Čtvrť byla založena roku 1972 a roku 1973 se sem nastěhovali první obyvatelé. V roce 1974 sem dorazily tisíce židovských přistěhovalců z Gruzie a Buchary. Byly sem přesunuty i četné rodiny ze starších a chudších čtvrtí Jeruzaléma. V 90. letech 20. století dorazila početná přistěhovalecká vlna Židů z bývalého SSSR a od roku 2003 také stovky Židů z Etiopie. Populace je tvořena rodinami sekulárními i nábožensky sionistickými. Je zde malá ale rostoucí komunita ultraortodoxních Židů.

## Demografie
Plocha této městské části dosahuje 1759 dunamů (1,759 kilometru čtverečního).
| Rok            | 2000   | 2002   | 2003   | 2004   | 2005   | 2006   | 2007   | 2008   |
| -------------- | ------ | ------ | ------ | ------ | ------ | ------ | ------ | ------ |
| Počet obyvatel | 20 288 | 20 250 | 20 306 | 20 218 | 20 156 | 20 149 | 20 230 | 20 383 |